# Пучков, Лев Александрович
Ле́в Алекса́ндрович Пучко́в (5 июня 1938 — 4 января 2021) — советский и российский учёный, горный инженер. Доктор технических наук, профессор, член-корреспондент РАН.
Ректор (1987—2007) и Президент (2007—2012) Московского государственного горного университета (МГГУ).

## Биография
Родился 5 июня 1938 года в селе Порецкое, Чувашская АССР.
В 1961 году окончил Московский горный институт (сегодня — Горный институт НИТУ «МИСиС»), получив квалификацию горного инженера.
С 1961 по 1963 год работал в Горном институте Кольского филиала Академии наук СССР, где специализировался на изучении проблем подземной аэрогазодинамики.
С 1963 по 1966 год проходил обучение в аспирантуре Московского горного института (кафедра Рудничной аэрологии).
В 1966 году защитил диссертацию на соискание учёной степени кандидита технических наук и продолжил педагогическую и научную работу на той же кафедре. Специализировался на проблемах автоматизированного контроля и управления метаном в системах дегазации и вентиляции угольных шахт.
В 1974 году защитил докторскую диссертацию на тему «Аэродинамические основы оперативного управления вентиляцией газовых шахт».
С 1981 по 1992 год занимался созданием систем автоматизированного управления метаном в угольных шахтах (Донбасс) и разработкой новых методов расчёта и конструирования систем вентиляции глубоких рудников (Норильск).
В 1987 году стал первым в СССР демократически избранным ректором ректором вуза — Московского горного института. Возглавил высшее горное образование СССР, а с 1992 года — России утверждён председателем Учебно-методического объединения вузов Российской Федерации по образованию в области горного дела. Инициировал создание новых специальностей по подготовке инженеров для горной промышленности в области горной экологии и производственной безопасности, взрывного дела, информационных технологий, финансов и кредита.
В 1991 году избран Членом-корреспондентом Российской Академии наук.
В 1992 году избран Действительным членом Международного общества профессоров горного дела(Society of Mining Professors, SOMP), а в 1995—1996 годах возглавлял его в качестве Президента. Систематически выступал с докладами о развитии горных наук и подготовке горных инженеров в России, участвовал в разработке документов в этой области.
В 1992 году инициировал подготовку Меморандума о сотрудничестве в области горных исследований между МГГУ и Горным бюро США, который был подписан в 1994 году как составная часть Договора о научно-техническом сотрудничестве между США и Российской Федерацией (известного под названием «Черномырдин — Гор»), в рамках которого проведены совместные исследования в области горных наук.
В 1994 году организовал создание Центра стратегических исследований в горном деле, в котором под руководством Л. А. Пучкова проводились исследования в области влияния горного дела на развитие макроэкономики стран, глобализации горного дела и его значения в развитии цивилизации.
С 1992 года — академик Российской Академии естественных наук.
С 1995 по 2012 год — Вице-президент, с 2012 года — член Президиума Академии горных наук.
С 1999 года — академик Российской инженерной академии.
Член Президиума Международной Академии наук высшей школы.
Умер 4 января 2021 года. Похоронен на Троекуроском кладбище (уч. 7вк).

## Семья
Супруга Ирина Алексеевна Пучкова (26.12.1938 — 18.09.2010). Похоронена на Троекуровском кладбище в Москве (уч. 7вк).
Дети:
- Алексей Львович Пучков (род. 15.02.1968) — доцент, кандидат экономических наук, директор Центра развития передовых компетенций отраслевых лидеров НИТУ «МИСиС»[8].
- Роман Львович Пучков (род. 14.10.1975) — кандидат экономических наук.

Внуки:
- Денис Алексеевич Пучков (род. 01.07.2001);
- Ирина Алексеевна Пучкова (род. 04.07.2003).

## Научный вклад
Основные направления научной деятельности:
- разработка интегрированных подземных технологий добычи угля и руд;
- рудничная аэрогазодинамика;
- метанобезопасность, добыча и утилизация угольного метана;
- разработка новых методов расчёта и конструирования систем вентиляции глубоких рудников (Норильск);
- потребление минеральных ресурсов и макроэкономика стран, экономических сообществ и мира, глобализация горного дела (стратегические исследования).

Руководитель научно-исследовательской школы «Подземные горные системы».
Главный редактор Горного журнала, председатель редакционного Совета издательства МГГУ, член редколлегий четырёх российских(«Известия вузов. Горный журнал», «Eurasian Mining», «Горный информационный аналитический бюллетень», «Уголь») и двух иностранных горных журналов.
Автор более 300 научных трудов и учебных изданий.
Под его руководством подготовлено 17 докторов и 32 кандидата технических наук.
Похоронен на Троекуровском кладбище в Москве (уч. 7вк).

## Награды и премии
Награждён орденами:
- «Знак Почета» (1981);
- Дружбы (1998);
- «За заслуги перед Отечеством» 4 степени;
- Орден Монголии (2003).

Заслуженный деятель науки Российской Федерации (1997 г.).
Лауреат Премии Правительства Российской Федерации в области науки и техники (2003 г.).
Лауреат Премии Российской Академии наук им. академика Н. В. Мельникова (1998 г.) — за серию работ «Комплексное освоение газоносных угольных месторождений»;
Лауреат Премии имени академика А. А. Скочинского (1997 и 2003).
Почётный член Академии наук Республики Башкортостан (1998).
С 2003 года — Иностранный член Югославской Международной академии.
Почётный доктор и профессор университетов Венгрии, Болгарии, Турции, Румынии, Китая, Украины, Казахстана и Кыргызстана.
«Почётный работник топливно-энергетического комплекса» (1998).
Полный кавалер отраслевой награды «Шахтёрская слава».
Кавалер золотого Знака «Горняк России» НП «Горнопромышленники России».

## Память
Эндаумент-фонд Национального исследовательского технологического университета «МИСиС» в 2021 году учредил премию «Молодежная научная премия имени Л. А. Пучкова»(дата обращения 31.12.2021). Премия имени Л. А. Пучкова учреждена в целях стимулирования молодых исследователей НИТУ «МИСиС», работающих в области горных и смежных наук. Премия инициирована председателем Федерального учебно-методического объединения в сфере высшего образования по УГСН 21.00.00 Прикладная геология, горное дело, нефтегазовое дело и геодезия, выпускником МГГУ, проректором НИТУ «МИСиС», проф. В. Л. Петровым,